# 刘坦 (1914年)
刘坦（1914年—1979年3月20日），山东莱西市顾家村人。中华人民共和国政治人物。

## 生平
1933年加入中国共产党，1933年8月与李厚生等人创建了中共招莱特支和中共莱阳边区区委。1934年1月率领莱阳游击队去招远马家乡公所和地主马维训家收缴了两支手提式枪。1934年冬，他根据上级指示组建了招远特支，并任书记。1935年去青岛向党组织汇报工作时，不幸被捕入狱。
抗战爆发后，获释回到招莱边区，创建了平招莱掖边区临时委员会。1938年2月任民先驻莱阳办事处主任时，与国民党莱阳当局进行谈判，要求平分莱阳枪支，建立抗日武装。同年4月，吴青光调胶东区党委党校学习，由他接任县委书记，任职至1938年6月。他在任职县委书记期间，调整了县委部分成员，并建立了以马连庄、花园头、赵格庄为中心的三个区委。
之后历任招莱特支书记、莱阳县委书记、胶东区党委组织部长兼牙前县委书记、南海地委副书记、中共北海地委书记、胶东行署主任。中华人民共和国成立后，历任中共上海市委组织部副部长兼纪委副书记、华东工业部副部长、国家一机部基建司司长和电器局局长等职。1979年3月20日病逝，终年69岁。